# Margarete Kupfer

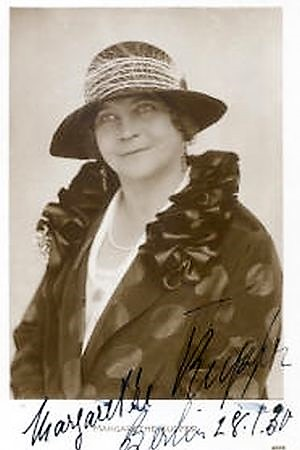
Margarete Kupfer

Margarete Kupfer (Geburtsname Margarete Kupferschmid; * 10. April 1881 in Freystadt, Provinz Schlesien; † 11. Mai 1953 in Berlin) war eine deutsche Schauspielerin.

## Leben und Karriere
Sie stammte aus einer Schauspielerfamilie und debütierte ohne jegliche Schauspielausbildung 1900 am Nuscha-Butze-Theater, dem späteren Theater am Schiffbauerdamm. Sie unternahm bald danach eine Tournee in die Niederlande und trat später am Irving Place Theatre in New York auf.
Von 1907 bis 1925 gehörte sie dem Ensemble des Deutschen Theaters in Berlin unter Max Reinhardt an. Durch Robert Wiene kam sie zum Film und spielte anfangs wie beim Theater vorwiegend im Rollenfach der Salondame. Später verkörperte die etwas füllige Schauspielerin als Nebendarstellerin vorwiegend Tanten, Mütter, Nachbarinnen, Haushälterinnen, Zimmervermieterinnen und Wirtinnen. Auf diese Weise wirkte Margarete Kupfer in über 150 Stumm- und Tonfilmen mit, zuletzt besonders in Rollen der komischen Alten. Daneben arbeitete sie auch für den Funk. Kupfer stand 1944 in der Gottbegnadeten-Liste des Reichsministeriums für Volksaufklärung und Propaganda.
Nach dem Zweiten Weltkrieg agierte sie wieder am Theater am Schiffbauerdamm. Für die ostdeutsche Filmproduktionsgesellschaft DEFA trat sie in zwei Filmproduktionen vor die Kamera, in Hans Deppes Nachkriegskomödie Kein Platz für Liebe (1947) sowie im Kriminalfilm Zugverkehr unregelmäßig (1951) unter der Regie von Erich Freund. 1952 erhielt sie den Nationalpreis der DDR.

## Filmografie
- 1915: Frau Eva
- 1915: Der schwarze Moritz
- 1916: Der Sekretär der Königin
- 1917: Wenn vier dasselbe tun
- 1917: Prinz Sami
- 1917: Der feldgraue Groschen
- 1918: Die Augen der Mumie Ma
- 1918: Keimendes Leben (2 Teile)
- 1918: Der fremde Fürst
- 1918: Das Mädel vom Ballett
- 1918: Ich möchte kein Mann sein
- 1918: Der Fall Rosentopf
- 1918: Carmen
- 1918: Der gelbe Schein
- 1919: Der Weg, der zur Verdammnis führt, 2. Teil. Hyänen der Lust
- 1919: Der Tänzer (2 Teile)
- 1919: Die Verführten
- 1919: Morphium
- 1919: Vendetta
- 1919: Prinz Kuckuck
- 1920: Der Januskopf
- 1920: Judith Trachtenberg
- 1920: Die lebende Fackel
- 1920: Die Kwannon von Okadera
- 1920: Sumurun
- 1920: Das Haupt des Juarez
- 1920: Der König von Paris (2 Teile)
- 1920: Gräfin Walewska
- 1921: Die Flucht aus dem goldenen Kerker
- 1921: Julot, der Apache
- 1921: Schieber
- 1921: Taschendiebe
- 1921: Die Brillantenmieze (2 Teile)
- 1921: Der Roman eines Dienstmädchens
- 1921: Die kleine Dagmar
- 1922: Der Graf von Charolais
- 1922: Sie und die Drei
- 1922: Nathan der Weise
- 1923: Der Tiger des Zirkus Farini
- 1923: Dämon Zirkus
- 1923: Der Menschenfeind
- 1924: Soll und Haben
- 1924: Die Frau in Versuchung
- 1924: Die Stimme des Herzens
- 1924: Nju
- 1924: Dudu, ein Menschenschicksal
- 1924: Komödianten
- 1924: Mädchen, die man nicht heiratet
- 1924: Die Motorbraut
- 1924: Orient
- 1924: Die Puppenkönigin
- 1925: Der Demütige und die Sängerin
- 1925: Die drei Portiermädel
- 1925: Die Moral der Gasse
- 1925: Die Frau mit dem Etwas
- 1925: Die Verrufenen
- 1925: Der Hahn im Korb
- 1925: Elegantes Pack
- 1925: Heiratsschwindler
- 1925: Frauen, die man oft nicht grüßt
- 1925: Der Bankkrach Unter den Linden
- 1926: Das deutsche Mutterherz
- 1926: Familie Schimek
- 1926: Gräfin Plättmamsell
- 1926: Menschen untereinander
- 1926: Der Provinzonkel
- 1926: Qualen der Nacht
- 1926: Die Försterchristl
- 1926: Jagd auf Menschen
- 1926: Gern hab’ ich die Frauen geküßt
- 1926: Die Insel der verbotenen Küsse
- 1926: Heimliche Sünder
- 1926: Die Unehelichen
- 1926: Durchlaucht Radieschen
- 1926: Die Villa im Tiergarten
- 1927: Eins plus Eins gleich Drei
- 1927: Das Erwachen des Weibes
- 1927: Faschingszauber
- 1927: Funkzauber
- 1927: Die heilige Lüge
- 1927: Klettermaxe
- 1927: Die Liebe der Jeanne Ney
- 1927: Liebesreigen
- 1927: Der Soldat der Marie
- 1927: Wochenendzauber
- 1927: Das war in Heidelberg in blauer Sommernacht
- 1927: Almenrausch und Edelweiß
- 1928: Dragonerliebchen
- 1928: Eva in Seide
- 1928: Lemkes sel. Witwe
- 1928: Saxophon-Susi
- 1928: Zuflucht
- 1928: Was ist los mit Nanette?
- 1928: Aus dem Tagebuch eines Junggesellen
- 1929: Frau im Mond
- 1929: Das närrische Glück
- 1929: Jenseits der Straße
- 1929: Der Sittenrichter
- 1930: Alimente
- 1930: Bockbierfest
- 1930: Cyankali
- 1930: Die vom Rummelplatz
- 1930: Komm' zu mir zum Rendezvous
- 1930: Oh Mädchen, mein Mädchen, wie lieb ich Dich
- 1930: Es kommt alle Tage vor…
- 1930: Das Mädel aus U.S.A.
- 1931: Feind im Blut
- 1931: Der Kongreß tanzt
- 1931: Der ungetreue Eckehart
- 1931: Eine Nacht im Paradies
- 1932: Das Abenteuer der Thea Roland
- 1932: Baby
- 1932: Das Blaue vom Himmel
- 1932: Kitty schwindelt sich ins Glück
- 1932: Paprika
- 1932: Ein steinreicher Mann
- 1932: Strich durch die Rechnung
- 1932: Drei von der Stempelstelle
- 1933: …und wer küßt mich?
- 1933: Die Fahrt ins Grüne
- 1933: Glückliche Reise
- 1933: Gruß und Kuß – Veronika
- 1933: Johannisnacht
- 1933: Die kalte Mamsell
- 1933: Das lustige Kleeblatt
- 1934: Bei der blonden Kathrein
- 1934: Früchtchen
- 1934: Polenblut
- 1934: Der schwarze Walfisch
- 1934: Die Spork'schen Jäger
- 1934: Ihr größter Erfolg
- 1934: Seine beste Erfindung
- 1934: Zu Straßburg auf der Schanz
- 1935: Ich liebe alle Frauen
- 1935: Der Zigeunerbaron
- 1935: Zimmer zu vermieten
- 1936: Blinde Passagiere
- 1936: Das Veilchen vom Potsdamer Platz
- 1936: Kalbsragout mit Champignons
- 1937: Die Austernlilli
- 1937: Die Umwege des schönen Karl
- 1937: Andere Welt
- 1938: Frauenliebe – Frauenleid
- 1938: Der nackte Spatz
- 1938: Was tun, Sybille?
- 1938: Ziel in den Wolken
- 1939: Eine Frau wie Du
- 1939: Ich bin gleich wieder da
- 1939: Hochzeit mit Hindernissen
- 1940: Verwandte sind auch Menschen
- 1940: Frau nach Maß
- 1940: Die 3 Codonas
- 1941: Krach im Vorderhaus
- 1941: Mein Leben für Irland
- 1942: Ein Zug fährt ab
- 1942: Fünftausend Mark Belohnung
- 1942: Zwei in einer großen Stadt
- 1944: Ein schöner Tag
- 1944/50: Vier Treppen rechts
- 1945: Das alte Lied
- 1947: Kein Platz für Liebe
- 1949: Martina
- 1951: Zugverkehr unregelmäßig

## Theater
- 1950: Sergei Michalkow: Golowin und seine Wandlung – Regie: Inge von Wangenheim (Theater am Schiffbauerdamm)
- 1952: Maxim Gorki: Die Feinde – Regie: Fritz Wisten (Theater am Schiffbauerdamm)
- 1952: Peter Karvaš: Menschen unserer Straße (Hausmeisterin) – Regie: Gottfried Herrmann (Theater am Schiffbauerdamm)

## Hörspiele
- 1946: Carl Zuckmayer: Katharina Knie – Regie: Hannes Küpper (Berliner Rundfunk)
- 1953: Nikolai Gogol: Die toten Seelen (Die alte Gutsbesitzerin) – Regie: Richard Hilgert (Hörspiel – Berliner Rundfunk)